# James Hoban
Pour les articles homonymes, voir Hoban.
 (mars 2019).
Si vous disposez d'ouvrages ou d'articles de référence ou si vous connaissez des sites web de qualité traitant du thème abordé ici, merci de compléter l'article en donnant les références utiles à sa vérifiabilité et en les liant à la section « Notes et références ».
James Hoban (1762-1831) est un architecte irlandais, concepteur de la Maison-Blanche à Washington, D.C.

## Biographie
Né à Desart, en Irlande, James Hoban étudie l'architecture à la Dublin Society School. 
Il émigre aux États-Unis vers 1789 et s'établit à Philadelphie comme architecte. Il dessine les plans du capitole de Caroline du Sud. 

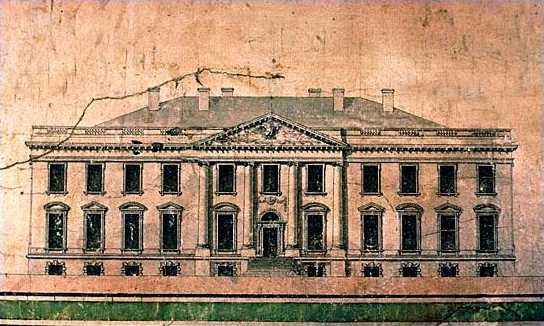
Projet de Hobans pour la Maison-Blanche.

En juillet 1792, Hoban est nommé lauréat du concours du design pour la conception de Maison-Blanche à Washington, D.C. Elle mesure 21 mètres de haut.
Il meurt à Washington D.C. le 8 décembre 1831.